# Papir Oxirrinc 3522
El Papir Oxirrinc 3522, (designat P.Oxy.L 3522; Rahlfs 857), és un fragment en grec d'un manuscrit de la Septuaginta escrit en pergamí, en forma de còdex. Aquest és un dels manuscrits descoberts a Oxirrinc; ha estat catalogat amb el número 3522. Paleogràficament es va datar al segle I a.E.C.
El manuscrit conté seccions del Llibre de Job i el Tetragràmaton escrit al paleo-hebreu ().
Text grec segons A. R. Meyer:
| « | κ]αι εθαυμασαν οσα επ[ηγα γε]ν ο επαυτον εδ[ωκε δε ]αυτω εκαστος αμναδα μι αν] και τετραχμον χρυσουν α]σημον ο δε ευλογη σ]εν τα εσχατα ϊωβ η τα [εμ π]ροσθεν ην δε τα κτ[ηνη αυτου προβα]τα μυρια[ τε:232 | » |